# Nixons Feindesliste

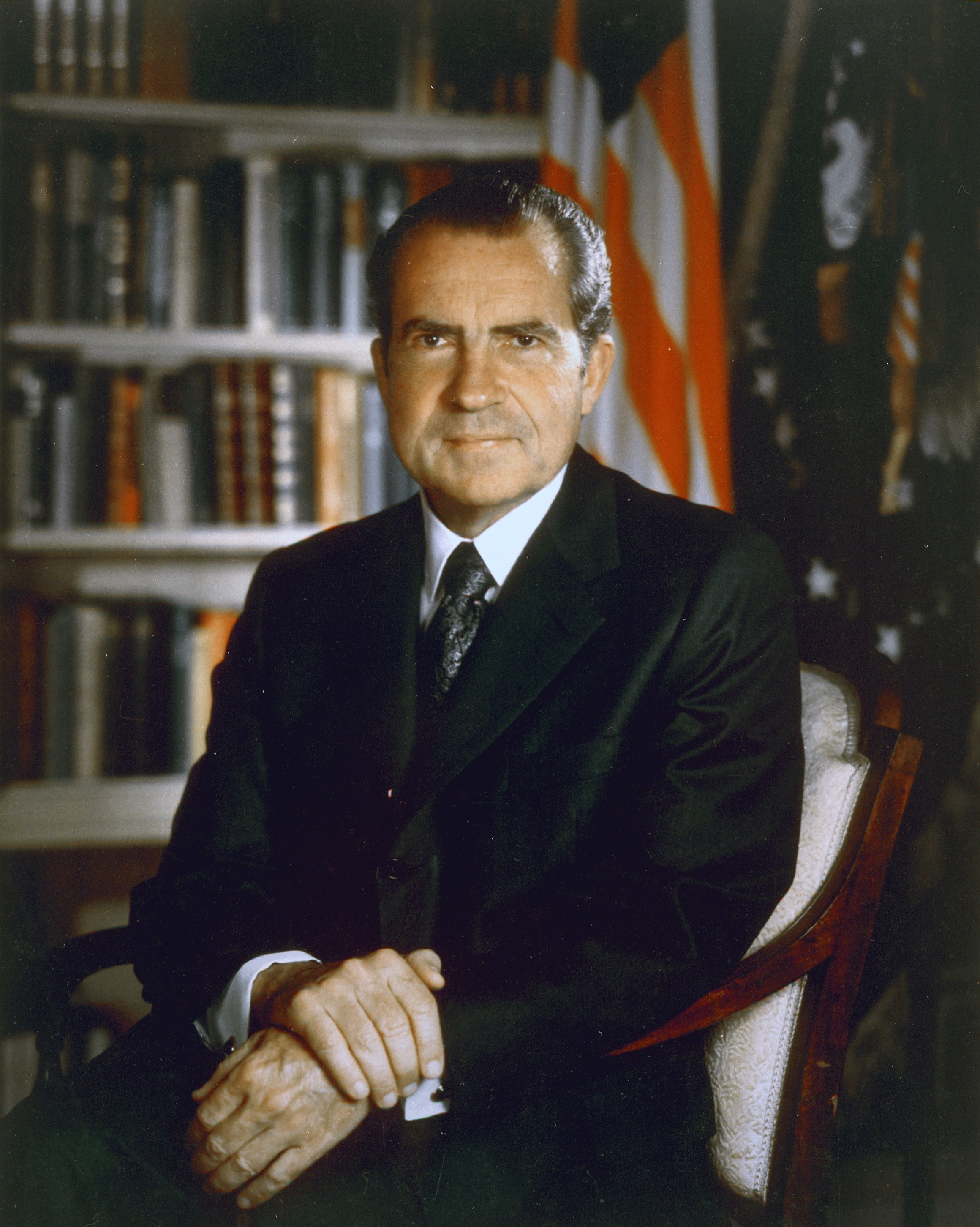
Präsident Richard Nixon (1971)

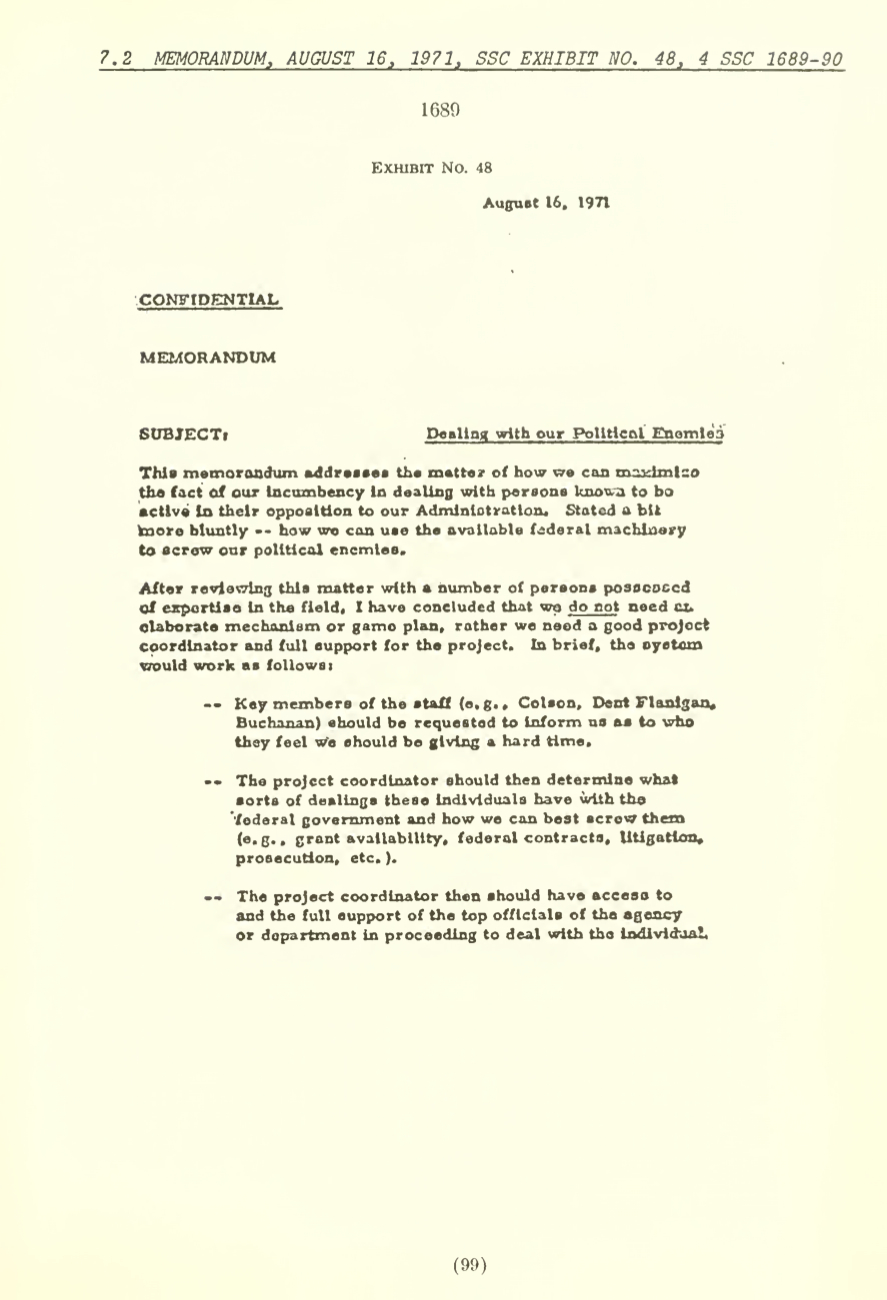
Cover des von John Dean zusammengestellten Memos

Nixons Feindesliste ist die umgangssprachliche Bezeichnung für eine Liste von politischen Hauptgegnern des US-Präsidenten Richard Nixon. Sie wurde von seinem Mitarbeiter Charles Colson zusammengestellt und am 9. September 1971 an Rechtsberater John Dean geschickt. Die Liste war Teil einer Kampagne, die intern als Opponents List (Gegnerliste) und Political Enemies Project (Projekt politische Gegner) bezeichnet wurde. Der Zweck der Liste war, dem Beraterstab des Präsidenten zufolge, eine Kampagne gegen Nixons Gegner durch Untersuchungen der IRS (oberste Steuerbehörde der USA), durch Manipulationen ihrer Kreditwürdigkeit, Verweigerung öffentlicher Aufträge, Gerichtsprozesse und Strafverfolgung zu führen.
In einem Memo von John Dean an Lawrence Higby, den Assistenten von Stabschef Harry Robbins Haldeman, am 16. August 1971 beschreibt dieser den Zweck der Liste wie folgt:
„Dieses Memorandum behandelt die Frage, wie wir die Tatsache, dass wir an der Regierung sind, maximal im Umgang mit Personen einsetzen können, von denen bekannt ist, dass sie aktiv Opposition gegen unsere Regierung betreiben. Etwas offener ausgedrückt – Wie wir den Zugang zur bundesstaatlichen Maschinerie dazu verwenden können, unsere politischen Gegner fertig zu machen.“
Der Journalist Daniel Schorr machte diese Liste in einer Fernsehsendung des CBS öffentlich bekannt. Daraufhin soll Nixon dem FBI angeordnet haben, gegen Schorr zu ermitteln. Seine Auflistung in Nixons Feindesliste hielt Schorr in einem Interview im Jahr 2009 für eine größere Ehrung als den Emmy Award.
Im Folgenden sind die 20 Namen von Colsons Memo und seine dazugehörigen Notizen aufgeführt, wobei später eine wesentlich längere Liste politischer Feinde erstellt wurde, die sogenannte Master list of Nixon’s political opponents mit rund 200 Einträgen von Personen und Organisationen.

## Text von Colsons ursprünglichem Memo
Nach der Durchsicht des angefügten Materials und der Bewertung der Vorschläge für die diskutierten Maßnahmen, denke ich, werden Sie meine Liste als wertvoll erachten. Sie ist nach Priorität geordnet.
1. Arnold M. Picker, United Artists Corp., New York; Top-Muskie-Fundraiser. Ein Erfolg hier könnte sowohl lähmend als auch blamabel für die Muskie-Maschine sein. Wenn die Bemühungen aussichtsreich erscheinen, sollten sowohl Ruth als auch David Picker eingeplant werden, und United Artists darauf folgend.
2. Alexander E. Barkan, nationaler Direktor des Komitee für politische Bildung der AFL-CIO, Washington, D.C.: Ohne Zweifel die stärkste gegen uns gerichtete politische Kraft 1968: (10 Mio. US$, 4,6 Mio. Stimmen, 115 Mio. Flugblätter, 176.000 Arbeiter – alle programmiert durch Barkans C.O.P.E. – sagt Teddy White in The Making of the President 1968). Wir können dieses Mal den gleichen Aufwand erwarten.
3. Ed Guthman, leitender Chefredakteur, Los-Angeles-Times-Chefredakteur: Guthman, ehemaliger Kennedy-Mitarbeiter, war ein sehr effektiver Vorkämpfer gegen uns im Jahr '68. Es ist offensichtlich, dass er der Hauptinitiator hinter den momentanen Key-Biscayne-Anstrengungen ist. Es ist Zeit, ihm einen Denkzettel zu verpassen.
4. Maxwell Dane, Doyle, Dane and Bernbach, New York: Die Top-Werbeagentur der Demokraten – sie zerstörten Goldwater im Jahr '64. Sie sollten hart getroffen werden, beginnend mit Dane.
5. Charles Dyson, Dyson-Kissner Corporation, New York: Dyson and Larry O’Brien waren enge Geschäftspartner '68. Dyson hat ein riesiges Geschäftsvermögen und ist derzeit maßgeblich am Businessmen's Educational Fund beteiligt, der einen landesweiten Radiosender mit fünfminütigen Anti-Nixon-Programmen finanziert.
6. Howard Stein, Dreyfus Corporation, New York: Wichtigster Geldgeber von McCarthy '68. Wenn McCarthy antritt, wird er '72 dasselbe tun. Wenn nicht, werden Lindsay oder McGovern das Geld erhalten.
7. Allard K. Lowenstein, Long Island, New York: Treibende Kraft hinter der 18 Jahre alten „Dump Nixon“-Wahlkampagne.
8. Morton Halperin, leitender Angestellter bei Common Cause: Ein Skandal wäre hier am hilfreichsten. (ein Berater for Common Cause im Februar–März 1971) (Mitarbeiter bei der Brookings Institution)
9. Leonard Woodcock, United Auto Workers, Detroit, Michigan: Kein Kommentar nötig.
10. S. Sterling Munro, Jr., Mitarbeiter von Senator Henry M. Jackson, Silver Spring, Maryland: Wir sollten ihm einen Versuch widmen. Positive Ergebnisse würden eine Nadel in Jacksons weißen Hut stecken.
11. Bernard T. Feld, Präsident des Council for a Livable World: Maßgeblicher Linksaußen-Geldgeber. Sie werden uns '72 mit allen Mitteln bekämpfen.
12. Sidney Davidoff, New York City, wichtigster Mitarbeiter des [New Yorker Bürgermeisters] Lindsay: ein erstklassiger „Son of a bitch“ und Geschäftemacher. Positive Ergebnisse würden das Lindsay-Camp und seine Pläne, junge Wähler zu erreichen, gründlich durcheinanderbringen. Davidoff damit betraut.
13. John Conyers, Kongressabgeordneter, Detroit: Stark im Kommen. Entwickelt sich zum maßgeblichen schwarzen Anti-Nixon-Wortführer. Hat eine bekannte Schwäche für weiße Frauen.
14. Samuel M. Lambert, Präsident der National Education Association: Ist uns frontal wegen der staatlichen Unterstützung für kirchliche Schulen angegangen – eine '72er Angelegenheit.
15. Stewart Rawlings Mott, Mott Associates New York: Nichts außer massig Geld für radikalliberale Kandidaten.
16. Ron Dellums, Kongressabgeordneter, Kalifornien: Hatte extensiven EMK-Tunney-Unterstützung in seiner Kandidatur. Erfolg könnte nächstes Jahr in Kalifornien helfen.
17. Daniel Schorr, CBS, Washington: Ein echter Feind aus den Medien.
18. S. Harrison Dogole, Philadelphia, Pennsylvania: Präsident von Globe Security Systems – viertgrößtes privates Detektivbüro der USA – maßgeblicher Humphrey-Unterstützer. Könnte seine Agentur gegen uns einsetzen.
19. Paul Newman, Kalifornien: Radic-lib-Gründe. Deutliche McCarthy-Beteiligung '68. Effektiv in der landesweiten Fernsehwerbung eingesetzt. Beteiligung '72 sicher.
20. Mary McGrory, Kolumnist in Washington: Tägliche Nixon-Hassartikel.
21. Angela Davis, Kommunistin

## Belege
1. 1 2  Robert D. Hershey Jr.: „Daniel Schorr, Journalist, Dies at 93“, The New York Times, 23. Juli 2010